# Товстоног Олександр Володимирович
Олекса́ндр Володи́мирович Товстоно́г — старший лейтенант Збройних сил України, відзначився у ході російського вторгнення в Україну, учасник російсько-української війни, Герой України з удостоєнням ордена «Золота Зірка» (посмертно).

## Життєпис
Народився 14 грудня 1991 року в Маріуполі на Донеччині. Проживав у Білій Церкві Київської області. Служив на посаді командира інженерно-саперної роти групи інженерно-саперного забезпечення А0693. Загинув біля Сіверська. Чин прощання відбувся 14 жовтня 2023 року в Храмі Покрови Божої Матері.

## Творчість
Написав книгу про Сергія Міщенка, який знищив у боях понад 30 одиниць техніки ворога, за що побратими назвали його винищувачем танків. Воїн загинув 1 грудня 2022 року, а 2023 року надали звання Героя України. Восени 2023 року автор шукав партнера, який би допоміг з реалізацією проєкту.

## Нагороди
- звання Герой України з удостоєнням ордена «Золота Зірка» (29 вересня 2023, посмертно) — за особисту мужність і героїзм, виявлені у захисті державного суверенітету та територіальної цілісності України, самовіддане служіння Українському народові